# (11150) Bragg
(11150) Bragg  es un asteroide perteneciente al cinturón de asteroides, descubierto el 21 de diciembre de 1997 por Frank B. Zoltowski desde el Observatorio de Woomera, en Australia.

## Designación y nombre
Bragg se designó inicialmente como 1997 YG1.
Más adelante fue nombrado en honor al físico angloaustraliano William Lawrence Bragg (1890-1971).

## Características orbitales
Bragg orbita a una distancia media del Sol de 2,4478 ua, pudiendo acercarse hasta 2,0908 ua y alejarse hasta 2,8049 ua. Tiene una excentricidad de 0,1458 y una inclinación orbital de 2,9422° grados. Emplea en completar una órbita alrededor del Sol 1398 días.

## Características físicas
Su magnitud absoluta es 14,4. Tiene 3,145 km de diámetro. Su albedo se estima en 0,340.